# Coryphaenoides armatus
Coryphaenoides armatus es una especie de pez de la familia Macrouridae en el orden de los Gadiformes.

## Morfología
• Los machos pueden llegar alcanzar los 102 cm de longitud total.

## Alimentación
Come invertebrados  bentónicos (especialmente crustáceos y holoturioïdeus) cuando es joven. De mayor se nutre de peces hueso y, ya siendo totalmente adulto, se alimenta de  erizos de mar y cefalópodos.

## Hábitat
Es un pez de aguas profundas que vive entre 282-5.180 m de profundidad.

## Distribución geográfica
Se encuentran en todos los océanos de la Tierra.